# Liste der Bodendenkmäler in Dietmannsried
Auf dieser Seite sind die Bodendenkmäler in dem schwäbischen Markt Dietmannsried zusammengestellt. Diese Tabelle ist eine Teilliste der Liste der Bodendenkmäler in Bayern. Grundlage ist die Bayerische Denkmalliste, die auf Basis des Bayerischen Denkmalschutzgesetzes vom 1. Oktober 1973 erstmals erstellt wurde und seither durch das Bayerische Landesamt für Denkmalpflege geführt wird. Die folgenden Angaben ersetzen nicht die rechtsverbindliche Auskunft der Denkmalschutzbehörde.

## Bodendenkmäler nach Ortsteilen

### Dietmannsried
| Lage | Objekt | Akten-Nr.     | Bild                                                                        |
| --- | --- | ------------- | --------------------------------------------------------------------------- |
| Dietmannsried Kirchplatz (Standort)                                                                          | Mittelalterliche und frühneuzeitliche Befunde im Bereich der Kath. Pfarrkirche St. Blasius und St. Quirinus in Dietmannsried.                        | D-7-8127-0102 | weitere Bilder                                                              |
| Dietmannsried Am Inselweiher (Standort)                                                                      | Burg Dietmannsried→Burgstall des Mittelalters. | D-7-8127-0049 | weitere Bilder                                                              |
| Dietmannsried südwestlich des Hofes „Krugzeller Str. 30“ Gemeindegrenze Dietmannsried / Altusried (Standort) | Burgstall Dietmannsried→Burgstall des Mittelalters. (Ein schmaler Streifen der Burgstalls befindet sich bei Schwarzenbach auf Altusrieder Gemarkung) | D-7-8127-0103 |                                                                             |
| Komposten „Sandberg/Illerberg“ (Bergsporn nordwestlich der Gefällmühle am Prallhang der Iller) (Standort)    | Burgstall Illerberg→Burgstall des Mittelalters (Illerberg).                                                                                          | D-7-8127-0047 | Burgstall Illerberg über dem Prallhang der Iller auf dem Sandberg/Illerberg |
| Gefällmühle „Im Gfäll“ (östlich der Gefällmühle) (Standort)                                                  | Burgstall Gfäll→Burgstall des Mittelalters (Gfäll).                                                                                                  | D-7-8227-0004 |                                                                             |

### Probstried
| Lage                                                                                                   | Objekt | Akten-Nr.     | Bild                                                                     |
| --- | --- | ------------- | ------------------------------------------------------------------------ |
| Haslach (Standort)                                                                                     | Wasserburg Haslach→Burgstall des Mittelalters. | D-7-8127-0044 | Wasserburg Haslach                                                       |
| Probstried Kirchplatz 6 (Standort)                                                                     | Mittelalterliche und frühneuzeitliche Befunde im Bereich der Kath. Pfarrkirche St. Cornelius und Cyprian in Probstried. | D-7-8127-0114 | weitere Bilder                                                           |
| Bei Osterwald im „Schellenberger Wald“ Kreis- und Gemeindegrenze Dietmannsried / Untrasried (Standort) | Burgstall Schellenberg (Untrasried) auf dem Calvarienberg bei Hopferbach→Burgstall des Mittelalters (Schellenberg). (Etwa ein Drittel des Burgstalls befindet sich auf Dietmannsrieder Gemarkung. Die Hauptfläche des Bodendenkmals liegt im Gebiet der Gemeinde Untrasried im Landkreis Ostallgäu) | D-7-8128-0030 | Burgstall Schellenberg (Untrasried) auf dem Calvarienberg bei Hopferbach |

### Reicholzried
| Lage                                                                                            | Objekt | Akten-Nr.     | Bild                                 |
| ----------------------------------------------------------------------------------------------- | --- | ------------- | ------------------------------------ |
| Reicholzried St.-Georg-Straße 1 (Standort)                                                      | Mittelalterliche und frühneuzeitliche Befunde im Bereich der Kath. Pfarrkirche St. Georg und St. Florian in Reicholzried. | D-7-8127-0106 | weitere Bilder                       |
| Reicholzried Alpenstraße / Schwedenstraße (Grünfläche östlich der Kirche) (Standort)            | Schwedenschanze Reicholzried, im Ort→Schanze der frühen Neuzeit (Schwedenschanze).                                        | D-7-8127-0036 | Schwedenschanze Reicholzried, im Ort |
| Graben (Standort)                                                                               | Burgstall Dietersburg→Burgstall des Mittelalters (Dietersburg).                                                           | D-7-8127-0033 | weitere Bilder                       |
| Mannenschley (Standort)                                                                         | Wallburg Mannenschley→Befestigung vor- und frühgeschichtlicher, mittelalterlicher oder frühneuzeitlicher Zeitstellung.    | D-7-8127-0035 | Wallburg Mannenschley                |
| Oberhalb Haldenmühle Bergsporn am „Sachsenrieder Tobel“ (Standort)                              | Wallburg oberhalb Haldenmühle→Befestigung vor- und frühgeschichtlicher oder mittelalterlicher Zeitstellung.               | D-7-8127-0034 |                                      |
| Sachsenried Hangkante am Illersteilhang über der Flussbiegung bei Altusried-Fischers (Standort) | Burgstall Sachsenried→Burgstall des Mittelalters.                                                                         | D-7-8127-0037 |                                      |

### Schrattenbach
| Lage                                         | Objekt | Akten-Nr.     | Bild                                                                        |
| -------------------------------------------- | --- | ------------- | --------------------------------------------------------------------------- |
| Schrattenbach St.-Nikolaus-Straße (Standort) | Mittelalterliche und frühneuzeitliche Befunde im Bereich der Kath. Pfarrkirche St. Nikolaus in Schrattenbach. | D-7-8127-0116 | weitere Bilder                                                              |
| Schrattenbach „Auf dem Kapf“ (Standort)      | Burgstall Schrattenbach „Auf dem Kapf“→Burgstall des Mittelalters.                                            | D-7-8127-0043 | Burgstall Schrattenbach „Auf dem Kapf“, heute Kapfkapelle auf dem Burghügel |
| Eichholz „Auf der Heide“ (Standort)          | Kleinkastell Eichholz→Militärlager der römischen Kaiserzeit (Kleinkastell).                                   | D-7-8127-0040 |                                                                             |
| Hörensberg (Standort)                        | Burgus Hörensberg→Burgus der römischen Kaiserzeit.                                                            | D-7-8127-0039 | weitere Bilder                                                              |
| Gemeinderied II (Standort)                   | Frühneuzeitliche Befunde im Bereich der Kapelle St. Magnus in Gemeinderied.                                   | D-7-8127-0118 | weitere Bilder                                                              |

### Überbach
| Lage                         | Objekt | Akten-Nr.     | Bild               |
| ---------------------------- | --- | ------------- | ------------------ |
| Überbach Kirchweg (Standort) | Mittelalterliche und frühneuzeitliche Befunde im Bereich der Kath. Filialkirche St. Johannes der Täufer in Überbach und ihrer Vorgängerbauten. | D-7-8127-0108 | weitere Bilder     |
| Überbach Burgweg (Standort)  | Burgstall Überbach→Burgstall des Mittelalters.                                                                                                 | D-7-8127-0045 | Burgstall Überbach |
| Langenzeil (Standort)        | Römerstraße Kempten-Kellmünz→Teilstück einer Straße der römischen Kaiserzeit (Kempten-Kellmünz).                                               | D-7-8227-0003 |                    |
| Kassier (Standort)           | Teilstück einer Straße vor- und frühgeschichtlicher Zeitstellung.                                                                              | D-7-8227-0005 |                    |